# Altered Carbon (TV-serie)
Altered Carbon är en amerikansk webbserie skapad av Laeta Kalogridis för Netflix och baserad på romanen Altered Carbon av Richard Morgan. Serien, som innehåller 18 avsnitt, hade premiär på Netflix den 2 februari 2018.
Den 27 februari 2020 släpptes säsong 2 på Netflix som består av 8 avsnitt. Även om serien fick generellt positiva recensioner avbröts den efter två säsonger.

## Rollista
- Joel Kinnaman (säsong 1; flashbacks säsong 2) och Anthony Mackie (säsong 2) som Takeshi "Tak" Kovacs
- James Purefoy som Laurens Bancroft (säsong 1)
- Martha Higareda som Kristin Ortega (säsong 1; gäst säsong 2)
- Chris Conner som Edgar Poe (säsong 1–2)
- Dichen Lachman som Reileen Kawahara / Gina (säsong 1; gäst säsong 2)
- Ato Essandoh som Vernon Elliot (säsong 1; gäst säsong 2)